# Europese kampioenschappen beachvolleybal 2021 (mannen)
Het mannentoernooi van de Europese kampioenschappen beachvolleybal 2021 in Wenen vond plaats van 12 tot en met 15 augustus. De Noren Anders Mol en Christian Sørum wonnen voor de vierde maal op rij de titel door het Nederlandse duo Stefan Boermans en Yorick de Groot in de finale te verslaan. Het Poolse tweetal Piotr Kantor en Bartosz Łosiak eindigde als derde, nadat ze de troostfinale wonnen van Alexander Brouwer en Robert Meeuwsen uit Nederland.

## Groepsfase
|  | Direct naar laatste 16 |
|  | Naar tussenronde       |

### Groep A
| # | Ploeg              | Punten | Wedstrijden | Wedstrijden | Spelpunten | Spelpunten | Spelpunten | Sets | Sets | Sets  |
| # | Ploeg              | Punten | W           | V           | W          | V          | Ratio      | W    | V    | Ratio |
| - | ------------------ | ------ | ----------- | ----------- | ---------- | ---------- | ---------- | ---- | ---- | ----- |
| 1 | Mol / Sørum        | 4      | 2           | 0           | 98         | 78         | 1,256      | 4    | 1    | 4,000 |
| 2 | Seidl / Waller     | 3      | 1           | 1           | 89         | 93         | 0,957      | 2    | 3    | 0,667 |
| 3 | Aye / Gauthier-Rat | 3      | 1           | 1           | 105        | 100        | 1,050      | 3    | 3    | 1,000 |
| 4 | Heidrich / Métral  | 2      | 0           | 2           | 95         | 116        | 0,819      | 2    | 4    | 0,500 |

| Datum       |                   | Score |                    | Set 1   | Set 2   | Set 3   |
| ----------- | ----------------- | ----- | ------------------ | ------- | ------- | ------- |
| 12 augustus | Heidrich / Métral | 1 – 2 | Seidl / Waller     | 16 – 21 | 21 – 19 | 12 – 15 |
| 12 augustus | Mol / Sørum       | 2 – 1 | Aye / Gauthier-Rat | 21 – 14 | 18 – 21 | 15 – 9  |
| 12 augustus | Mol / Sørum       | 2 – 0 | Seidl / Waller     | 21 – 13 | 23 – 21 |         |
| 12 augustus | Heidrich / Métral | 1 – 2 | Aye / Gauthier-Rat | 27 – 25 | 19 – 21 | 0 – 15  |

### Groep B
| # | Ploeg                 | Punten | Wedstrijden | Wedstrijden | Spelpunten | Spelpunten | Spelpunten | Sets | Sets | Sets  |
| # | Ploeg                 | Punten | W           | V           | W          | V          | Ratio      | W    | V    | Ratio |
| - | --------------------- | ------ | ----------- | ----------- | ---------- | ---------- | ---------- | ---- | ---- | ----- |
| 1 | Perušič / Schweiner   | 4      | 2           | 0           | 100        | 85         | 1,176      | 4    | 1    | 4,000 |
| 2 | Pļaviņš / Točs        | 3      | 1           | 1           | 104        | 102        | 1,020      | 3    | 2    | 1,500 |
| 3 | Krattiger / Haussener | 3      | 1           | 1           | 86         | 78         | 1,103      | 2    | 2    | 1,000 |
| 4 | Doppler / Horst       | 2      | 0           | 2           | 59         | 84         | 0,702      | 0    | 4    | 0,000 |

| Datum       |                       | Score |                 | Set 1   | Set 2   | Set 3   |
| ----------- | --------------------- | ----- | --------------- | ------- | ------- | ------- |
| 12 augustus | Krattiger / Haussener | 0 – 2 | Pļaviņš / Točs  | 26 – 28 | 18 – 21 |         |
| 12 augustus | Perušič / Schweiner   | 2 – 0 | Doppler / Horst | 21 – 17 | 21 – 13 |         |
| 12 augustus | Perušič / Schweiner   | 2 – 1 | Pļaviņš / Točs  | 22 – 24 | 21 – 19 | 15 – 12 |
| 12 augustus | Krattiger / Haussener | 2 – 0 | Doppler / Horst | 17 – 21 | 12 – 21 |         |

### Groep C
| # | Ploeg                  | Punten | Wedstrijden | Wedstrijden | Spelpunten | Spelpunten | Spelpunten | Sets | Sets | Sets  |
| # | Ploeg                  | Punten | W           | V           | W          | V          | Ratio      | W    | V    | Ratio |
| - | ---------------------- | ------ | ----------- | ----------- | ---------- | ---------- | ---------- | ---- | ---- | ----- |
| 1 | Ljamin / Myskiv        | 4      | 2           | 0           | 109        | 98         | 1,112      | 4    | 1    | 4,000 |
| 2 | Kantor / Łosiak        | 2      | 1           | 1           | 95         | 89         | 1,067      | 3    | 2    | 1,500 |
| 3 | Samoilovs / Šmēdiņš    | 2      | 1           | 1           | 98         | 96         | 1,021      | 2    | 2    | 1,000 |
| 4 | Jameljantsjoek / Popov | 2      | 0           | 2           | 76         | 95         | 0,800      | 0    | 4    | 0,000 |

| Datum       |                     | Score |                        | Set 1   | Set 2   | Set 3  |
| ----------- | ------------------- | ----- | ---------------------- | ------- | ------- | ------ |
| 12 augustus | Kantor / Łosiak     | 2 – 0 | Jameljantsjoek / Popov | 21 – 11 | 21 – 18 |        |
| 12 augustus | Samoilovs / Šmēdiņš | 0 – 2 | Ljamin / Myskiv        | 25 – 27 | 20 – 22 |        |
| 12 augustus | Kantor / Łosiak     | 1 – 2 | Ljamin / Myskiv        | 26 – 24 | 19 – 21 | 8 – 15 |
| 12 augustus | Samoilovs / Šmēdiņš | 2 – 0 | Jameljantsjoek / Popov | 21 – 17 | 32 – 30 |        |

### Groep D
| # | Ploeg                 | Punten | Wedstrijden | Wedstrijden | Spelpunten | Spelpunten | Spelpunten | Sets | Sets | Sets  |
| # | Ploeg                 | Punten | W           | V           | W          | V          | Ratio      | W    | V    | Ratio |
| - | --------------------- | ------ | ----------- | ----------- | ---------- | ---------- | ---------- | ---- | ---- | ----- |
| 1 | Herrera / Gavira      | 4      | 2           | 0           | 96         | 76         | 1,263      | 4    | 1    | 4,000 |
| 2 | Carambula / Dal Corso | 3      | 1           | 1           | 77         | 88         | 0,875      | 2    | 3    | 0,667 |
| 3 | Szalankiewicz / Bryl  | 3      | 1           | 1           | 103        | 98         | 1,051      | 3    | 2    | 1,500 |
| 4 | Hörl / Leitner        | 2      | 0           | 2           | 90         | 104        | 0,865      | 1    | 4    | 0,250 |

| Datum       |                       | Score |                  | Set 1   | Set 2   | Set 3   |
| ----------- | --------------------- | ----- | ---------------- | ------- | ------- | ------- |
| 12 augustus | Szałankiewicz / Bryl  | 1 – 2 | Herrera / Gavira | 21 – 16 | 16 – 21 | 15 – 17 |
| 12 augustus | Carambula / Dal Corso | 2 – 1 | Hörl / Leitner   | 21 – 15 | 17 – 21 | 15 – 10 |
| 12 augustus | Carambula / Dal Corso | 0 – 2 | Herrera / Gavira | 9 – 21  | 15 – 21 |         |
| 12 augustus | Szałankiewicz / Bryl  | 2 – 0 | Hörl / Leitner   | 21 – 16 | 30 – 28 |         |

### Groep E
| # | Ploeg                 | Punten | Wedstrijden | Wedstrijden | Spelpunten | Spelpunten | Spelpunten | Sets | Sets | Sets  |
| # | Ploeg                 | Punten | W           | V           | W          | V          | Ratio      | W    | V    | Ratio |
| - | --------------------- | ------ | ----------- | ----------- | ---------- | ---------- | ---------- | ---- | ---- | ----- |
| 1 | Brouwer / Meeuwsen    | 4      | 2           | 0           | 84         | 63         | 1,333      | 4    | 0    | MAX   |
| 2 | Boermans / de Groot   | 3      | 1           | 1           | 74         | 75         | 0,987      | 2    | 2    | 1,000 |
| 3 | Ehlers / Pfretzschner | 3      | 1           | 1           | 73         | 67         | 1,090      | 2    | 2    | 1,000 |
| 4 | Huber / Dressler      | 2      | 0           | 2           | 58         | 84         | 0,690      | 0    | 4    | 0,000 |

| Datum       |                     | Score |                       | Set 1   | Set 2   | Set 3 |
| ----------- | ------------------- | ----- | --------------------- | ------- | ------- | ----- |
| 12 augustus | Boermans / de Groot | 2 – 0 | Huber / Dressler      | 21 – 15 | 21 – 18 |       |
| 12 augustus | Brouwer / Meeuwsen  | 2 – 0 | Ehlers / Pfretzschner | 21 – 19 | 21 – 12 |       |
| 12 augustus | Brouwer / Meeuwsen  | 2 – 0 | Boermans / de Groot   | 21 – 17 | 21 – 15 |       |
| 12 augustus | Huber / Dressler    | 0 – 2 | Ehlers / Pfretzschner | 13 – 21 | 12 – 21 |       |

### Groep F
| # | Ploeg                | Punten | Wedstrijden | Wedstrijden | Spelpunten | Spelpunten | Spelpunten | Sets | Sets | Sets  |
| # | Ploeg                | Punten | W           | V           | W          | V          | Ratio      | W    | V    | Ratio |
| - | -------------------- | ------ | ----------- | ----------- | ---------- | ---------- | ---------- | ---- | ---- | ----- |
| 1 | Thole / Wickler      | 4      | 2           | 0           | 98         | 79         | 1,241      | 4    | 1    | 4,000 |
| 2 | Nicolai / Lupo       | 3      | 1           | 1           | 91         | 95         | 0,958      | 3    | 2    | 1,500 |
| 3 | Walkenhorst / Winter | 3      | 1           | 1           | 73         | 74         | 0,986      | 2    | 2    | 1,000 |
| 4 | Licholetov / Bykanov | 2      | 0           | 2           | 71         | 85         | 0,835      | 0    | 4    | 0,000 |

| Datum       |                      | Score |                      | Set 1   | Set 2   | Set 3   |
| ----------- | -------------------- | ----- | -------------------- | ------- | ------- | ------- |
| 12 augustus | Nicolai / Lupo       | 2 – 0 | Licholetov / Bykanov | 21 – 19 | 22 – 20 |         |
| 12 augustus | Thole / Wickler      | 2 – 0 | Walkenhorst / Winter | 21 – 12 | 21 – 19 |         |
| 12 augustus | Nicolai / Lupo       | 1 – 2 | Thole / Wickler      | 21 – 18 | 12 – 21 | 15 – 17 |
| 12 augustus | Licholetov / Bykanov | 0 – 2 | Walkenhorst / Winter | 14 – 21 | 18 – 21 |         |

### Groep G
| # | Ploeg                     | Punten | Wedstrijden | Wedstrijden | Spelpunten | Spelpunten | Spelpunten | Sets | Sets | Sets  |
| # | Ploeg                     | Punten | W           | V           | W          | V          | Ratio      | W    | V    | Ratio |
| - | ------------------------- | ------ | ----------- | ----------- | ---------- | ---------- | ---------- | ---- | ---- | ----- |
| 1 | Varenhorst / van de Velde | 4      | 2           | 0           | 117        | 103        | 1,136      | 4    | 2    | 2,000 |
| 2 | Krasilnikov / Stojanovski | 3      | 1           | 1           | 95         | 100        | 0,950      | 3    | 2    | 1,500 |
| 3 | Nõlvak / Tiisaar          | 3      | 1           | 1           | 87         | 88         | 0,989      | 2    | 2    | 1,000 |
| 4 | Windisch / Cottafava      | 2      | 0           | 2           | 96         | 104        | 0,923      | 1    | 4    | 0,250 |

| Datum       |                           | Score |                           | Set 1   | Set 2   | Set 3   |
| ----------- | ------------------------- | ----- | ------------------------- | ------- | ------- | ------- |
| 12 augustus | Krasilnikov / Stojanovski | 2 – 0 | Nõlvak / Tiisaar          | 21 – 18 | 28 – 26 |         |
| 12 augustus | Varenhorst / van de Velde | 2 – 1 | Windisch / Cottafava      | 21 – 18 | 25 – 27 | 15 – 12 |
| 12 augustus | Krasilnikov / Stojanovski | 1 – 2 | Varenhorst / van de Velde | 12 – 21 | 22 – 20 | 12 – 15 |
| 12 augustus | Nõlvak / Tiisaar          | 2 – 0 | Windisch / Cottafava      | 21 – 19 | 22 – 20 |         |

### Groep H
| # | Ploeg                   | Punten | Wedstrijden | Wedstrijden | Spelpunten | Spelpunten | Spelpunten | Sets | Sets | Sets  |
| # | Ploeg                   | Punten | W           | V           | W          | V          | Ratio      | W    | V    | Ratio |
| - | ----------------------- | ------ | ----------- | ----------- | ---------- | ---------- | ---------- | ---- | ---- | ----- |
| 1 | Koekelkoren / van Walle | 4      | 2           | 0           | 114        | 105        | 1,086      | 4    | 2    | 2,000 |
| 2 | Semjonov / Lesjoekov    | 3      | 1           | 1           | 98         | 92         | 1,065      | 3    | 2    | 1,500 |
| 3 | Dziadkoöe / Piatroesjka | 3      | 1           | 1           | 72         | 75         | 0,960      | 2    | 2    | 1,000 |
| 4 | Ermacora / Pristauz     | 2      | 0           | 2           | 82         | 94         | 0,872      | 1    | 4    | 0,250 |

| Datum       |                      | Score |                         | Set 1   | Set 2   | Set 3   |
| ----------- | -------------------- | ----- | ----------------------- | ------- | ------- | ------- |
| 12 augustus | Ermacora / Pristauz  | 1 – 2 | Koekelkoren / van Walle | 15 – 21 | 21 – 16 | 13 – 15 |
| 12 augustus | Semjonov / Lesjoekov | 2 – 0 | Dziadkoöe / Piatroesjka | 21 – 11 | 21 – 19 |         |
| 12 augustus | Semjonov / Lesjoekov | 1 – 2 | Koekelkoren / van Walle | 26 – 28 | 21 – 19 | 9 – 15  |
| 12 augustus | Ermacora / Pristauz  | 0 – 2 | Dziadkoöe / Piatroesjka | 17 – 21 | 16 – 21 |         |

## Knockoutfase

### Tussenronde
| Datum       | Wedstrijd | Team 1                    | Score | Team 2                  | Set 1   | Set 2   | Set 3   |
| ----------- | --------- | ------------------------- | ----- | ----------------------- | ------- | ------- | ------- |
| 13 augustus | 1         | Nicolai / Lupo            | 2 – 1 | Szałankiewicz / Bryl    | 21 – 18 | 17 – 21 | 15 – 13 |
| 13 augustus | 2         | Semjonov / Lesjoekov      | 2 – 1 | Walkenhorst / Winter    | 14 – 21 | 21 – 17 | 15 – 9  |
| 13 augustus | 3         | Pļaviņš / Točs            | 2 – 0 | Aye / Gauthier-Rat      | 21 – 15 | 21 – 19 |         |
| 13 augustus | 4         | Seidl / Waller            | 1 – 2 | Ehlers / Pfretzschner   | 25 – 23 | 21 – 23 | 11 – 15 |
| 13 augustus | 5         | Krasilnikov / Stojanovski | 2 – 0 | Krattiger / Haussener   | 21 – 18 | 21 – 14 |         |
| 13 augustus | 6         | Kantor / Łosiak           | 2 – 0 | Dziadkoöe / Piatroesjka | 21 – 13 | 21 – 18 |         |
| 13 augustus | 7         | Boermans / de Groot       | 2 – 0 | Nõlvak / Tiisaar        | 25 – 23 | 21 – 14 |         |
| 13 augustus | 8         | Carambula / Dal Corso     | 0 – 2 | Samoilovs / Šmēdiņš     | 22 – 24 | 11 – 21 |         |

### Eindronde
| Achtste finale | Achtste finale            | Achtste finale | Achtste finale | Achtste finale |  |  | Kwartfinale           | Kwartfinale         | Kwartfinale | Kwartfinale | Kwartfinale |  |  | Halve finale | Halve finale        | Halve finale | Halve finale | Halve finale |  |              | Finale             | Finale              | Finale       | Finale       | Finale |
|                |                           |                |                |                |  |  |                       |                     |             |             |             |  |  |              |                     |              |              |              |  |              |                    |                     |              |              |        |
|                | Mol / Sørum               | 21             | 29             |                |  |  |                       |                     |             |             |             |  |  |              |                     |              |              |              |  |              |                    |                     |              |              |        |
|                | Nicolai / Lupo            | 18             | 27             |                |  |  |                       | Mol / Sørum         | 18          | 21          | 15          |  |  |              |                     |              |              |              |  |              |                    |                     |              |              |        |
|                | Varenhorst / van de Velde | 13             | 19             |                |  |  | Semjonov / Lesjoekov  | 21                  | 18          | 8           |             |  |  |              |                     |              |              |              |  |              |                    |                     |              |              |        |
|                | Semjonov / Lesjoekov      | 21             | 21             |                |  |  |                       |                     |             |             |             |  |  |              | Mol / Sørum         | 17           | 21           | 15           |  |              |                    |                     |              |              |        |
|                | Brouwer / Meeuwsen        | 21             | 21             |                |  |  |                       |                     |             |             |             |  |  |              | Brouwer / Meeuwsen  | 21           | 17           | 13           |  |              |                    |                     |              |              |        |
|                | Pļaviņš / Točs            | 15             | 18             |                |  |  |                       | Brouwer / Meeuwsen  | 21          | 13          | 15          |  |  |              |                     |              |              |              |  |              |                    |                     |              |              |        |
|                | Ljamin / Myskiv           | 19             | 17             |                |  |  | Ehlers / Pfretzschner | 19                  | 21          | 11          |             |  |  |              |                     |              |              |              |  |              |                    |                     |              |              |        |
|                | Ehlers / Pfretzschner     | 21             | 21             |                |  |  |                       |                     |             |             |             |  |  |              |                     |              |              |              |  |              |                    | Mol / Sørum         | 21           | 24           | 15     |
|                | Herrera / Gavira          | 21             | 19             | 15             |  |  |                       |                     |             |             |             |  |  |              |                     |              |              |              |  |              |                    | Boermans / de Groot | 19           | 26           | 12     |
|                | Krasilnikov / Stojanovski | 16             | 21             | 12             |  |  |                       | Herrera / Gavira    | 18          | 19          |             |  |  |              |                     |              |              |              |  |              |                    |                     |              |              |        |
|                | Thole / Wickler           | 18             | 18             |                |  |  | Kantor / Łosiak       | 21                  | 21          |             |             |  |  |              |                     |              |              |              |  |              |                    |                     |              |              |        |
|                | Kantor / Łosiak           | 21             | 21             |                |  |  |                       |                     |             |             |             |  |  |              | Kantor / Łosiak     | 19           | 10           |              |  |              |                    |                     |              |              |        |
|                | Koekelkoren / van Walle   | 15             | 18             |                |  |  |                       |                     |             |             |             |  |  |              | Boermans / de Groot | 21           | 21           |              |  |              |                    |                     |              |              |        |
|                | Boermans / de Groot       | 21             | 21             |                |  |  |                       | Boermans / de Groot | 21          | 16          | 15          |  |  |              |                     |              |              |              |  | Troostfinale | Troostfinale       | Troostfinale        | Troostfinale | Troostfinale |        |
|                | Perušič / Schweiner       | 21             | 21             |                |  |  | Perušič / Schweiner   | 16                  | 21          | 10          |             |  |  |              |                     |              |              |              |  |              | Brouwer / Meeuwsen | 14                  | 19           |              |        |
|                | Samoilovs / Šmēdiņš       | 14             | 13             |                |  |  |                       |                     |             |             |             |  |  |              |                     |              |              |              |  |              |                    | Kantor / Łosiak     | 21           | 21           |        |